# Колекції порцеляни (Ермітаж)

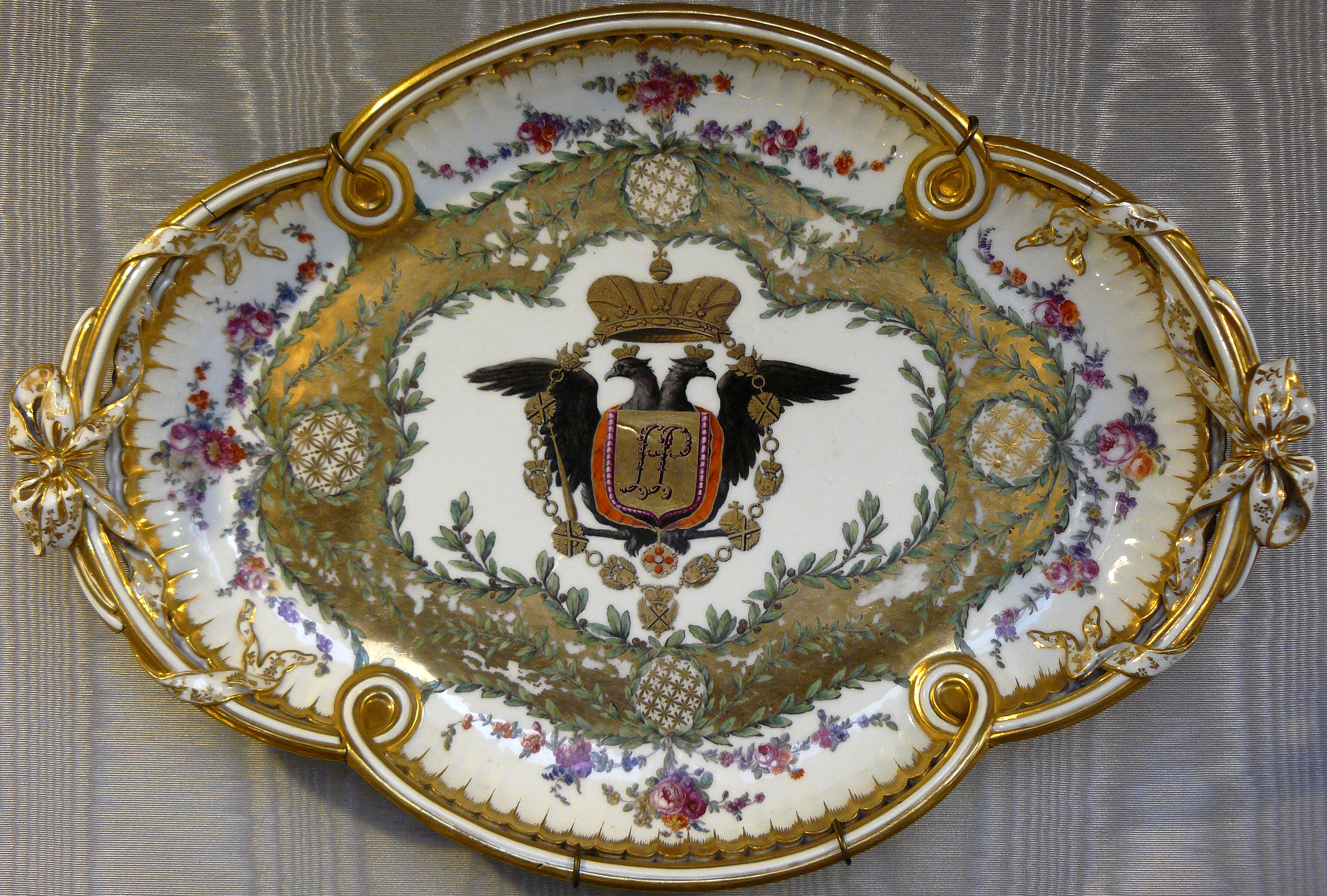
Зразок порцеляни Севр, що належав імператору Павлу.

Коле́кції порцел́яни  — зразки порцеляни відомих мануфактур Західної Європи в збірці музею Ермітаж (Санкт-Петербург).

## Історія формування
Як відомо, секрет китайської порцеляни в Європі отримали не запозиченням, а власним відкриттям. Сталося це в Саксонії, де був достатній досвід в гірничій справі і потрібні поклади сировини. Була організована спеціальна лабораторія, де талановитому авантюристу і фальшивомонетчику Беттгеру створили умови для відповідної роботи.
Кожен з експериментів Беттгера фіксувався в протоколах. Адже він працював з помічниками, вартовими і шпигунами водночас. В записах за січень 1709 року є відомості про перший вдалий експеримент і вказівка рецепту суміші. В березні того ж року з'явився запис про отримання якісної білої порцеляни з тонкою глазуррю і всім необхідним для розписів. Так авантюрному Беттгеру і його помічникам вдалося перевідкрити секрет майстрів Китаю.
З 1709—1710 років і веде свій початок історія західноєвропейської порцеляни.
Кількість зразків західноєвропейської порцеляни в Ермітажі сягає 20.000 зразків. Колекція складалась впродовж останніх 300 років.

## Білі ведмеді за порцеляну
У 18 столітті значну зацікавленість викликали екзотичні птахи і тварини. Моду на них підтримували описи мандрівників і дипломатів, доба Великих географічних відкриттів, хижацьке використання природних ресурсів колоній у Африці та Америці. Звідти в Європу везли диких курей цесарок, жирафів, слонів, строкатих коней — зебр.
До саксонського двору в Дрездені дійшли відомості про існування білих ведмедів в Російській імперії. Курфюрст зажадав отримати декілька незвичних тварин для власного звіринцю. В обмін він запропонував порцеляну Мейсенської мануфактури, яку тоді поціновували на вагу золота. Царський двір дав наказ зловити тварин і тих відправили в Дрезден. У відповідь в серпні 1728 р. пакунки з порцеляною прибули в Москву и принцеса Єлизавета була присутня при розпакуванні шести ящиків, розглядала зразки, перебуваючи в справжньому захопленні від отриманого подарунку. Це перша відомість про значну партію мейсенської порцеляни, привезену в Росію.
Від першої партії мейсенської порцеляни збереглося декілька речей, серед яких — німецький годинник в порцеляновому корпусі з розписами в стилі шинуазрі. Вдалося відшукати ім'я годинникаря — ним був Йоганн Готтлиб Граупнер, що працював в Дрездені, а звання майстра він отримав у 1717 р.

## Замовлення й дарунки
Порцеляна настільки сподобалась, що її почали замовляти окремо, незважаючи на її дорогу ціну.
Перші зразки порцеляни з Відню надійшли як дипломатичні подарунки. Це була друга за терміном виникнення порцелянова мануфактура в Європі після мейсенської. Її зразків збережено небагато, особливо її початкового періоду — так званого періоду дю Парк'є (або Дю Пак'є).
Стимулювало це і національні спроби віднайти власні рецепти порцелянової сировини. Це вдалося російському досліднику і хіміку на ім'я Виноградов Дмитро Іванович (1720—1758). Унікальні зразки першої порцеляни Виноградова представлені в російському відділі музею.
Імператриця Катерина II неодноразово замовляла сервізи різним порцеляновим мануфактурам Німеччини, Австрії, Франції і Англії. Серед них -
- 1756 р. — «зелений сервіз» у Севрі, Франція
- 1778 р. — блакитний «сервіз з камеями», Севр, Франція
- Сервіз з зеленою жабкою на мануфактурі Веджвуд, Велика Британія.

За імператорським двором потяглися і російські вельможі. Власні колекції коштовних зразків порцеляни мали Юсупови, Шеремєтєви, Строганови, Шувалови, Воронцови. Найбільш уславлені зразки мали родини Юсупових та Долгорукових.

## Порцеляна і стилі. Уславлені зразки

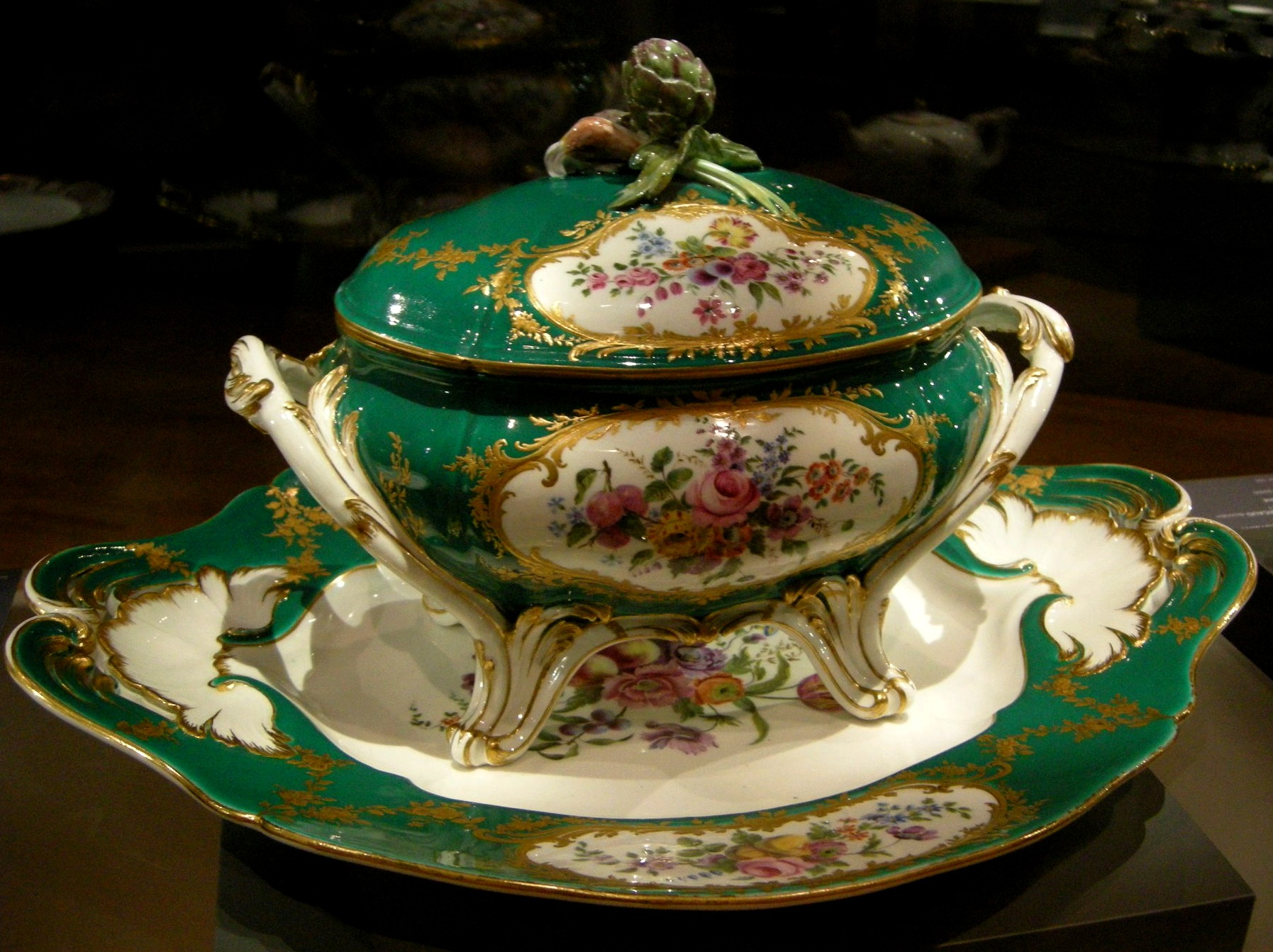
Порцеляна Севр
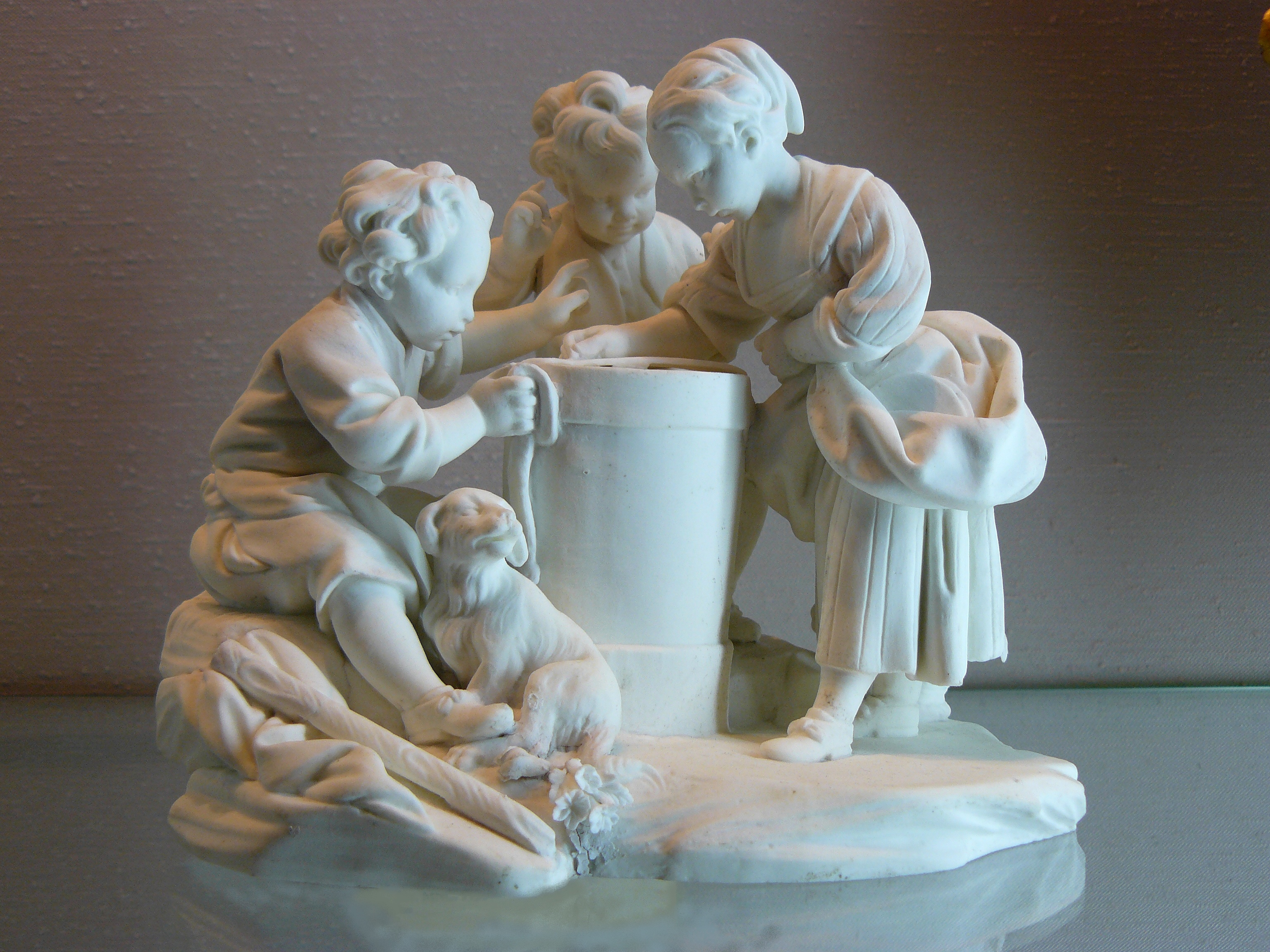
Скульптор Етьєн Моріс Фальконе, порцелянова пластика 1757 р., неглазурований бісквіт
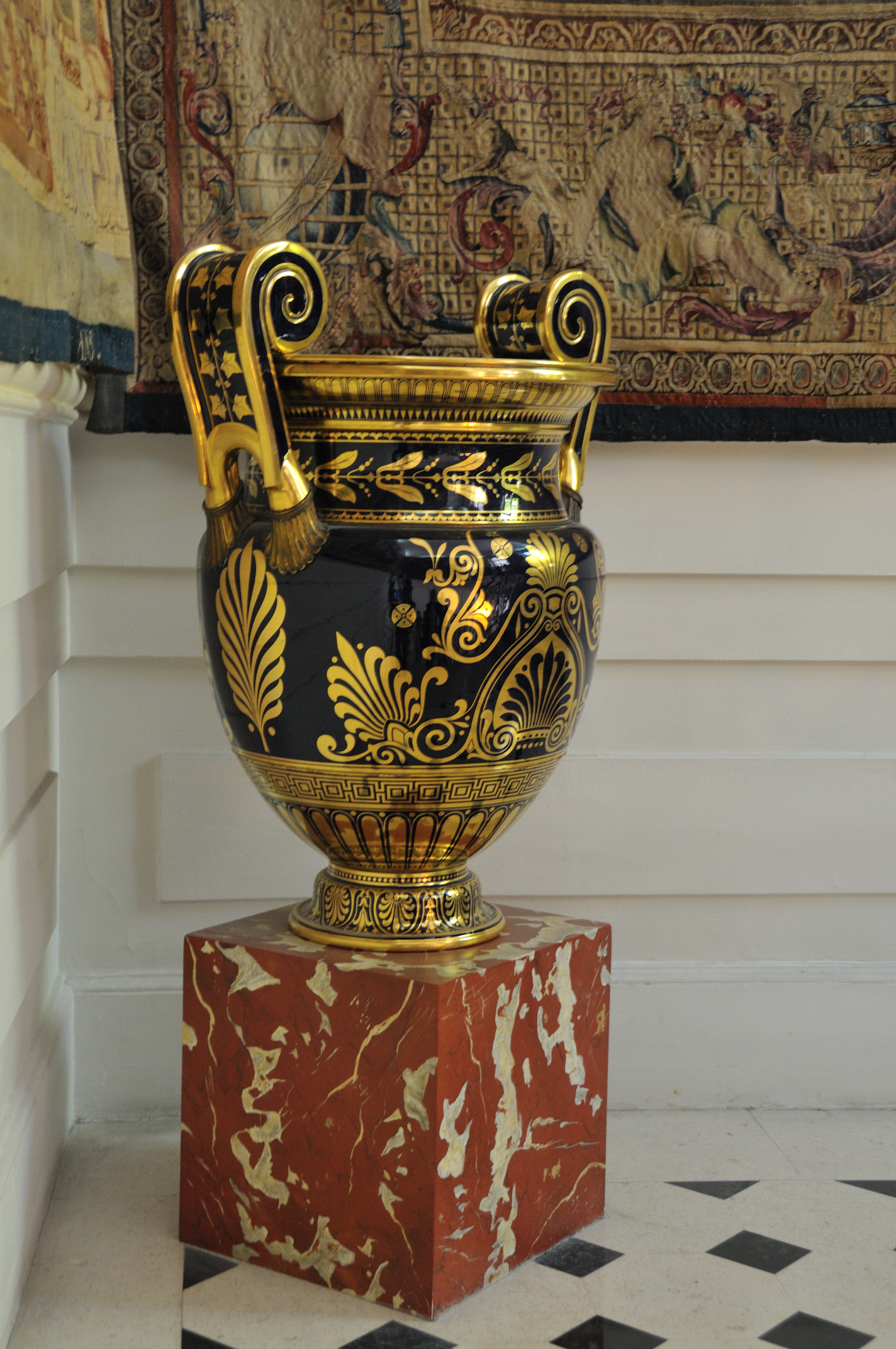
Ваза з імітацією давньогрецького вазопису
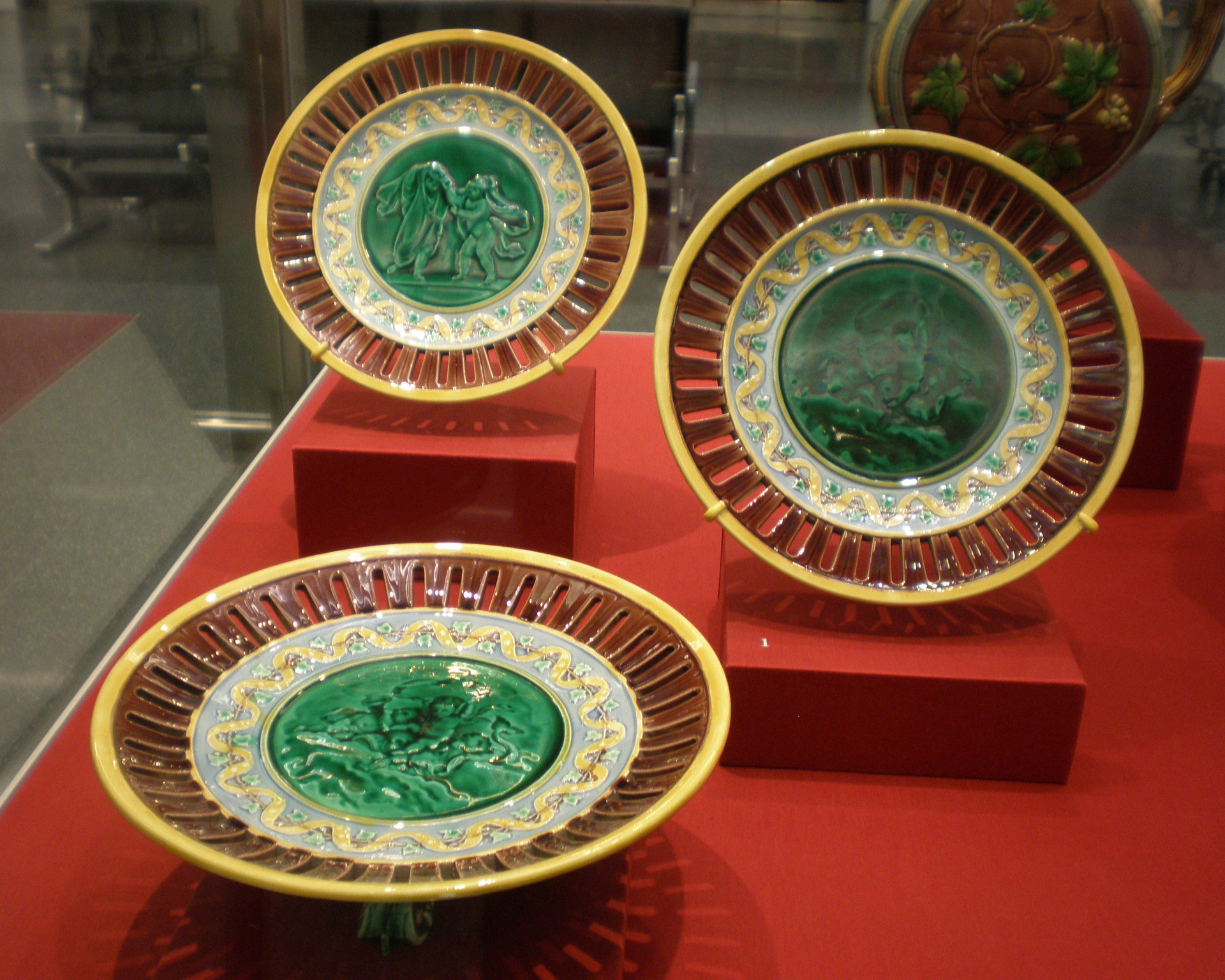

Як і всі зразки декоративно-ужиткового мистецтва, західноєвропейська порцеляна увібрала характерні стилістичні ознаки доби. Винахід порцеляни в Європі збігся з добою пізнього бароко.
Зразками стилю бароко в колекції музею є твори Віденської порцеляни Аугартен (порцеляновий слон і селяни — танцюристи, Відень, 1730 р., чашка з кришкою, останню прикрасив равлик із золота та натуральна мушля Clanculus Pharaonis, комбінована техніка, до 1735 р. та ін.)
Особливе поширення порцеляна отримала в добу рококо. Зразки її викликали захоплення як сучасників, так і нащадків. По збереженим моделям зразки порцеляни рококо випускали навіть в 19 столітті. Серед порцеляни рококо в музеї — зразки з Мейсена та приватних мануфактур Німеччини, Франції, Австрії.
Серед кумедних зразків дрібної пластики 18 ст. — «Оркестр мавп», яким керує мавпа-диригент. Фігурки мавп з музичними інструментами створені майстрами Й. Кендлером та П.Рейнике близько 1753 р. і вважаються карикатурою на музикантів оркестру графа Генріха Брюля. Первісна кількість фігурок, ймовірно, сягала 25 зразків — за кількістю оркестрантів. Сучасна серія неповна через розбиті і втрачені зразки.
1745 роком датують залишки так званого Андріївського сервізу. Назву " Андріївський сервіз " він отримав через декор, де разом з гербовим двоголовим орлом зображено і знак російського ордену апостола Андрія Першозваного. Тоді сервіз нараховував більш ніж 400 предметів, аби задовольняти вимогам пишного палацового етикету. Порцеляна має форми пізнього бароко, що запозичувало форми посуду зі срібла. В декорі — пласкі рельєфи " квіти Гоцковського " та намальовані квіти — троянди, тюльпани, гвоздики.
Був ще один Андріївський сервіз, створений у Москві на мануфактурі Гарднера. Але речі з Андрівських сервізів не плутали, а використовували окремо. А розбиті зразки посуду доповнювали новоствореними як на мануфактурі Мейсена, так і на Імператорському порцеляновому заводі в Петербурзі.
Зразки французької порцеляни початку 19 століття — сервіз Євгена Богарне, виконаний на паризькому заводі Діля та Герара. Всі ознаки стилю ампір має так званий Єгипетський сервіз, створений у 1807 році для палацу Тюїльрі. Як дипломатичний подарунок його пізніше отримав імператор Олександр І.
Має музейна збірка і порцеляну в історичних стилях, порцеляну доби модерн (сецесія), порцеляну сучасну.

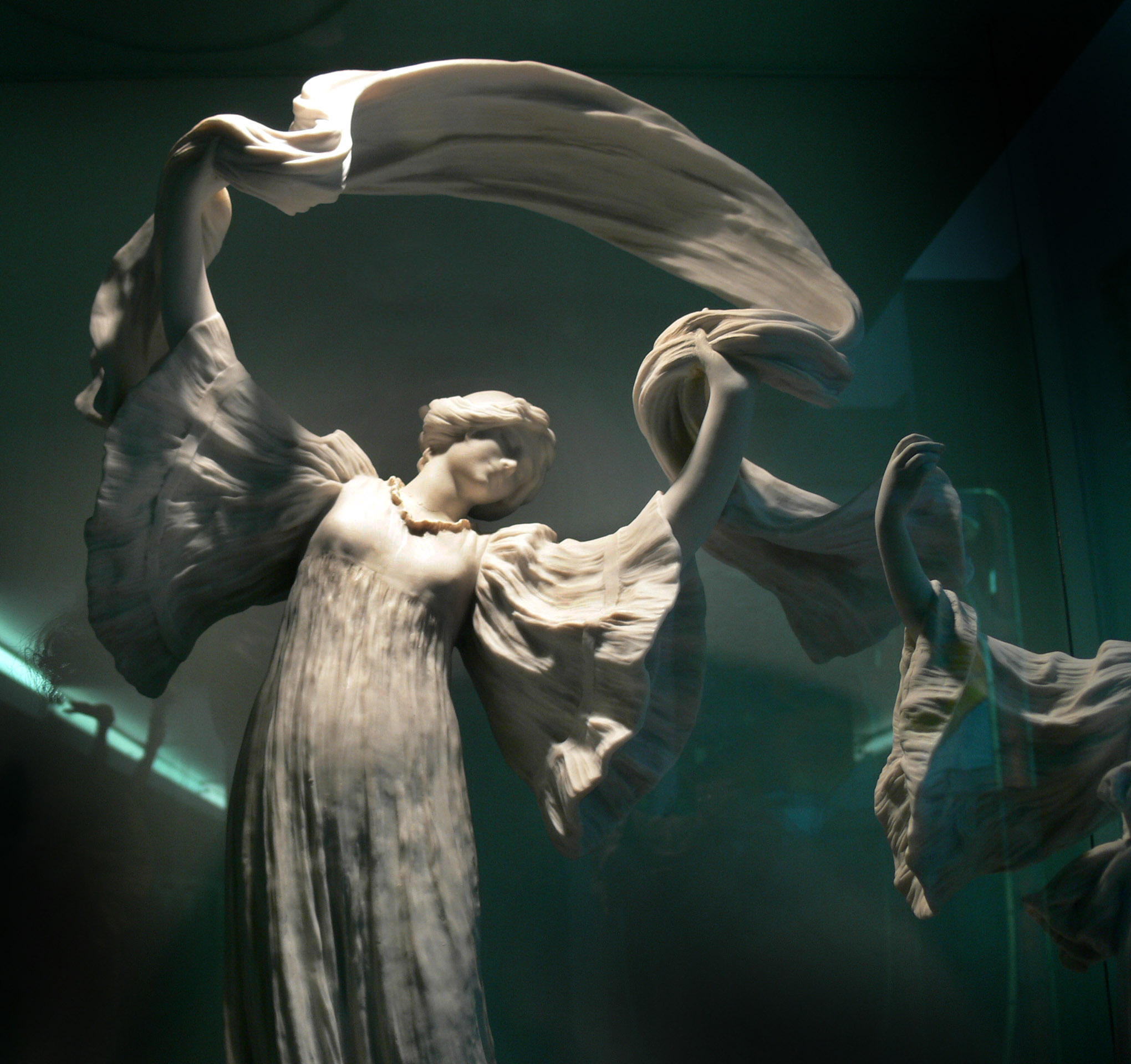
Порцелянова пластика доби модерн
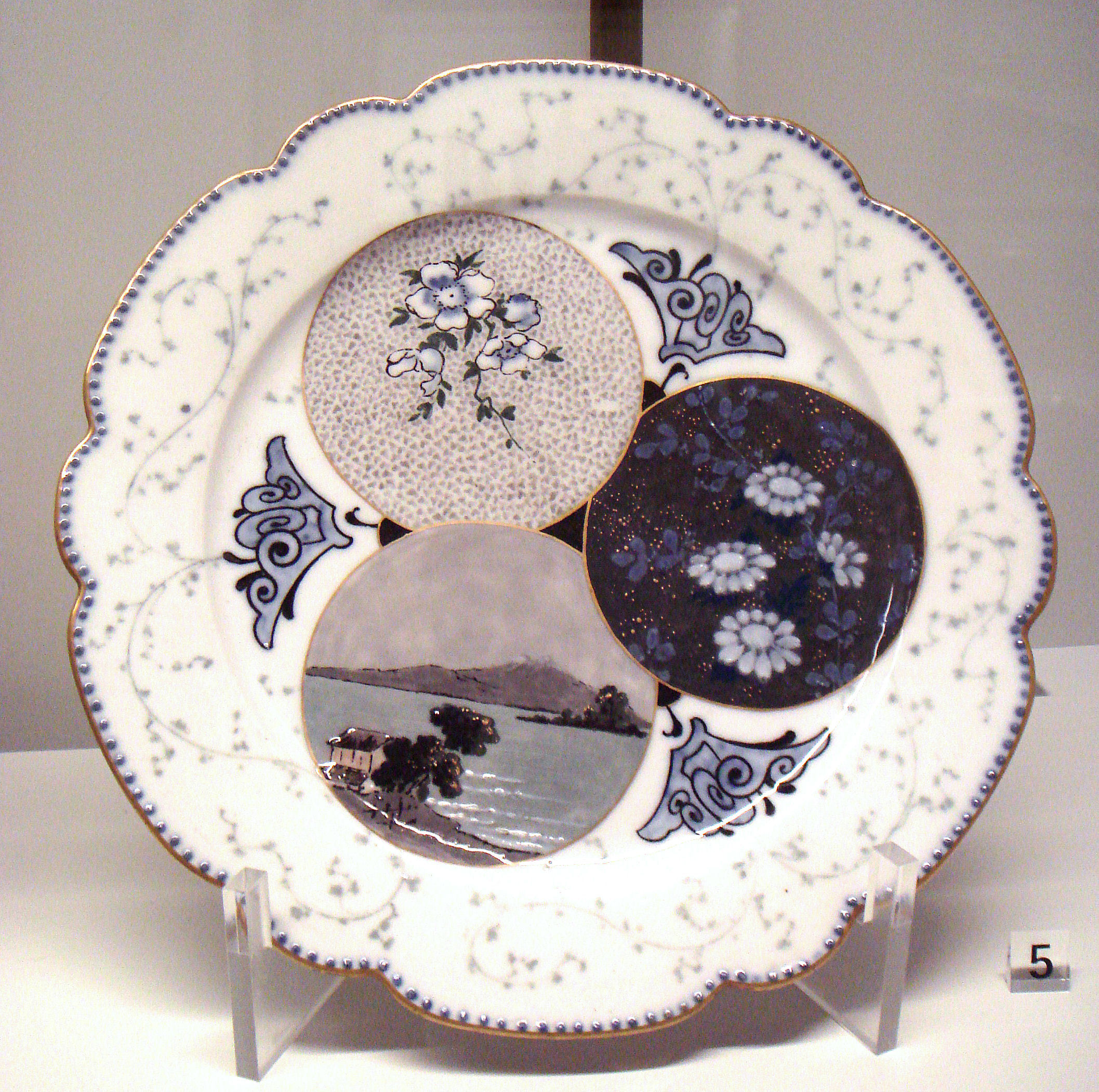
Порцеляна 1880 року, японізм
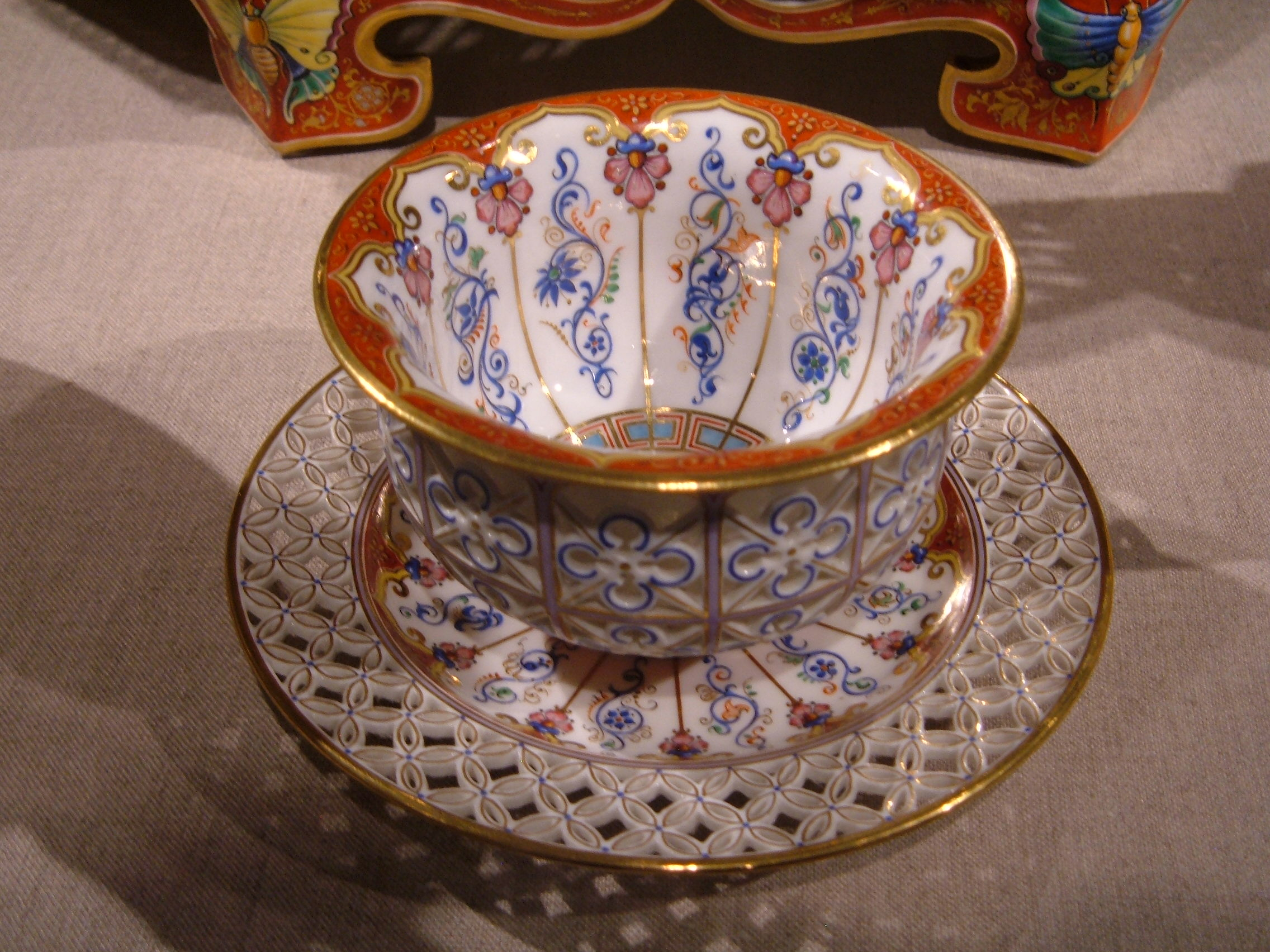
Чашка, сервіз для сніданку, 1839 р.
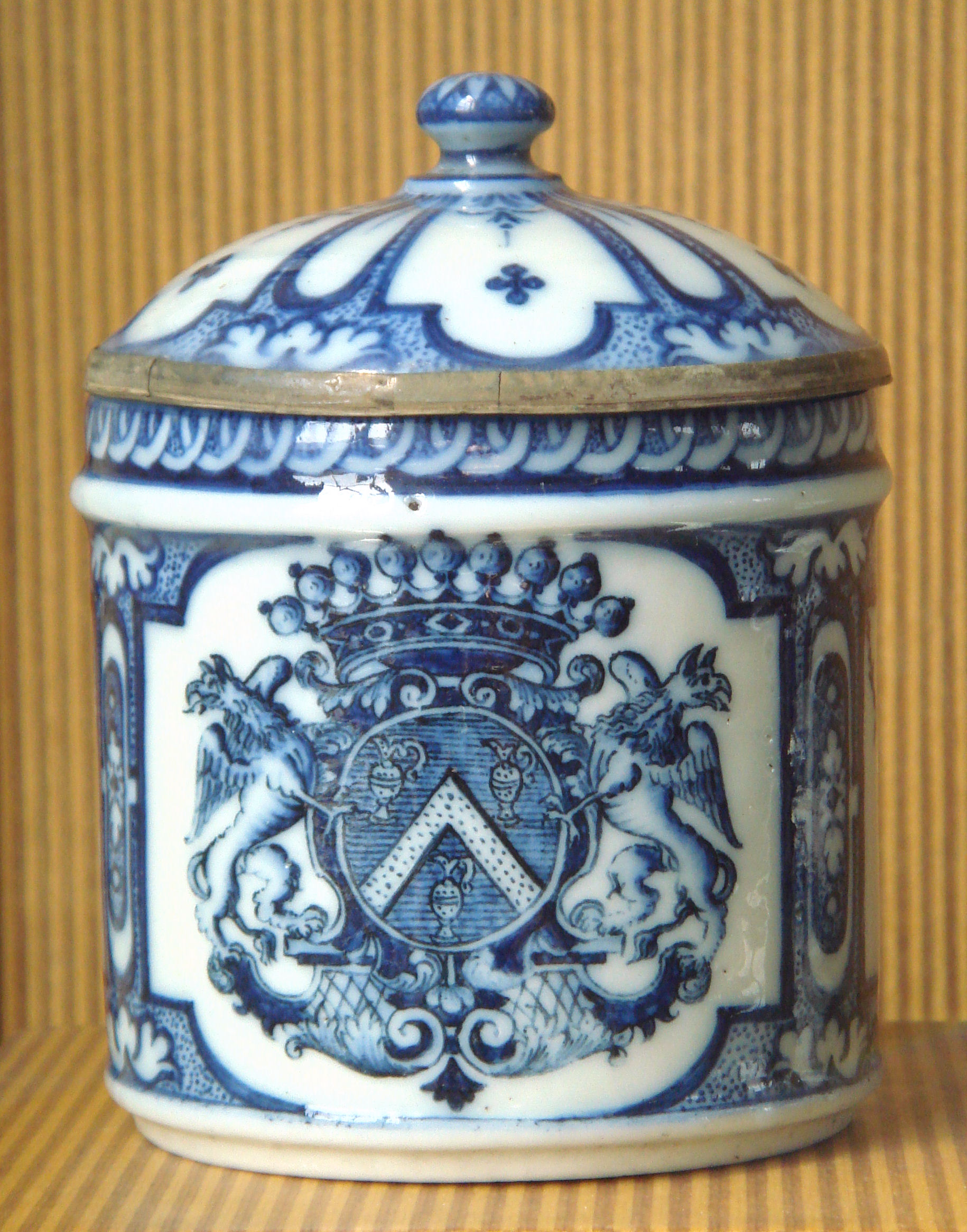
Руан, кераміка 17 ст.

## Галерея коштовностей і порцеляни
Про винятково уважне ставлення до порцеляни свідчать і створення у 1885 р. Палацового музею порцеляни та срібних виробів. Музейну збірку розташували на третьому поверху Зимового палацу, куди перемістили і залишки Андріївського сервізу роботи Мейсена. Царська родина не відмовилась від використання порцеляни, для цього використовували посуд з сервізної комори Зимового палацу. Але музейні зразки — не чіпали. Останні взагалі перейшли у 1910 р. — в Галерею порцеляни. Зразки цієї порцеляни не мали практичного використання, а отримали статус музейних експонатів надзвичайної мистецької вартості.

## Після 1917 року

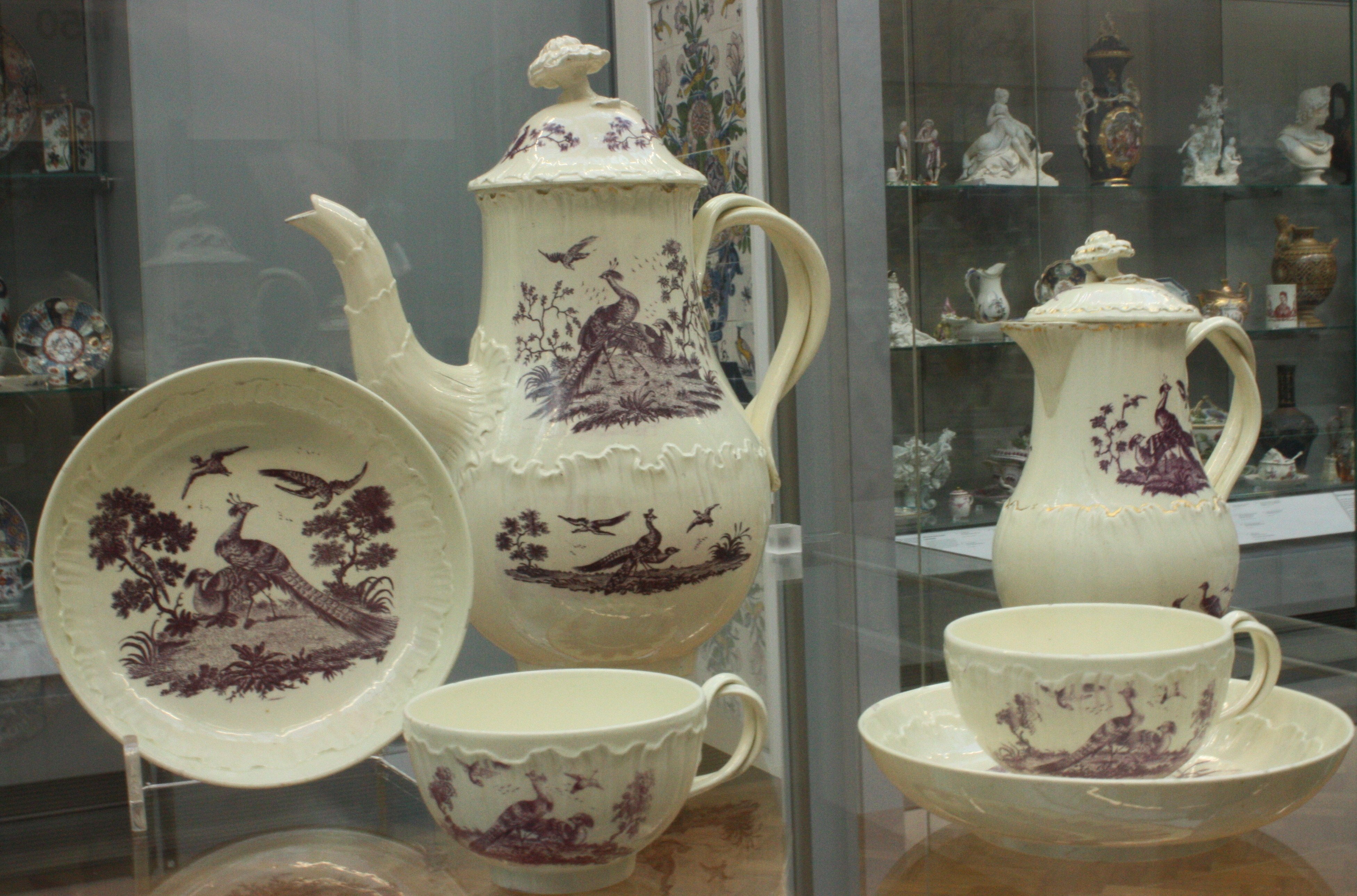

Після більшовицького перевороту 1917 року непошкоджені зразки музею були націоналізовані новою владою. Збірку ермітажної порцеляни як доповнювали новими зразками, так і зменшували. Речі з сервізів розрізняли, руйнуючи комплекти. Руйнації комплекту зазнав і уславлений Андріївський сервіз. Частка його була передана у Московський музей порцеляни. Частку речей вилучили взагалі — але для продажу за кордоном. Музейною порцеляною Ермітажу більшовицька влада торгувала, як і шедеврами живопису, стародруками та інкунабулами, антикварною зброєю, унікальною керамікою, графікою усіх періодів, творами килимарства країн Європи та Азії, ювелірними виробами з срібла майстрів Франції 18 століття, створених по замовам російських імператриць Єлизавети Петрівни та Катерини II.
Серед речей, призначених для продажу за кордоном, велика партія порцеляни — парадні сервізи «Орловський», «Малтиковський», «Паризький» та інші.

## Доповнення та придбання

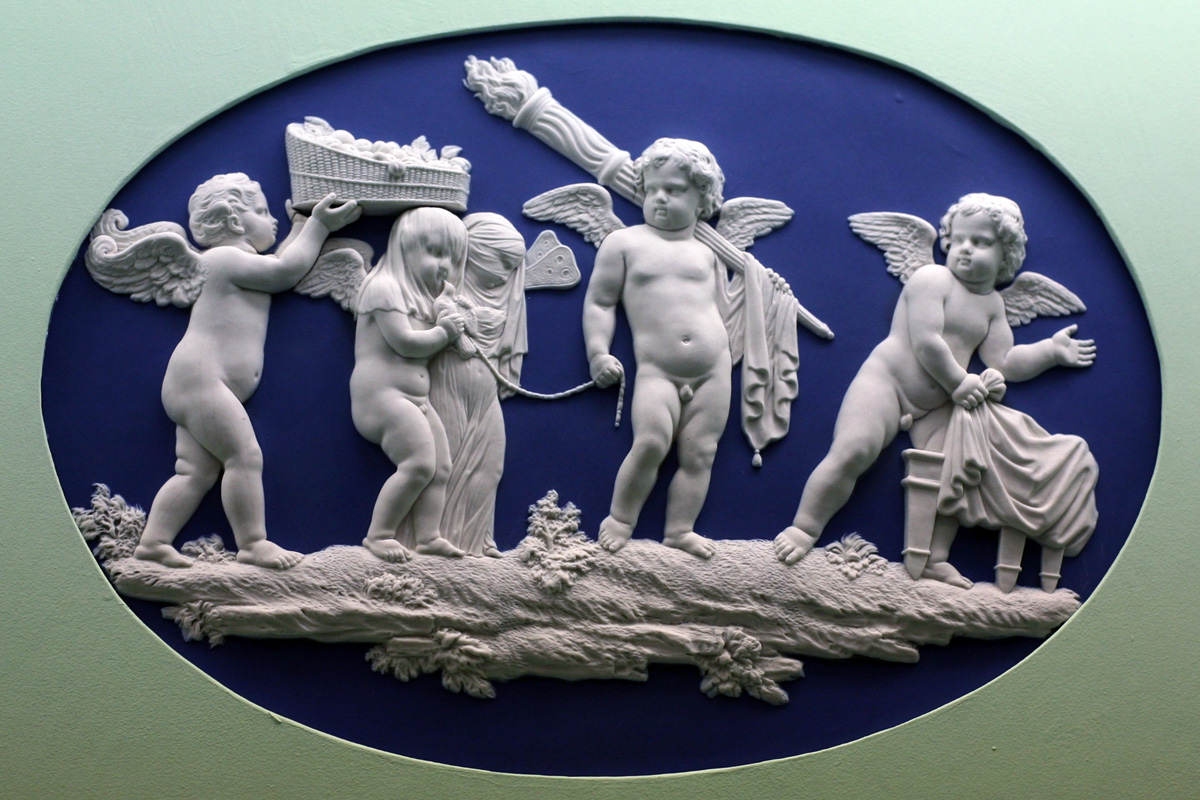
Порцеляна заводу Веджвуд, рельєф «Весілля Амура та Психеї».

Серед доповнень музейної збірки — націоналізовані колекції порцеляни з палаців вельмож та царської родини, з палаців передмість Петербурга і чисельних дворянських садиб, з колишніх державних установ (міністерств, Головного митного управління). Передали в музейну колекцію і коштовні колекції порцеляни Долгорукових та порцеляну родини Юсупових, пошкоджені зразки якої не викинуті, а запаяні золотом.
В повоєнні роки (після 1945 р.) музею Ермітаж дозволили купувати потрібні зразки за кордоном, аби заповнити лакуни музейних збірок. В СРСР музейні зразки зустрічались мало і приходили в Ермітаж з дарунками, з приватними збірками та через Закупівельну комісію. Головним чином це були поодинокі зразки малих та приватних порцелянових мануфактур Німеччини, Чехії, Угорщини, Франції, Італії, Іспанії.
Особливе місце в колекціях Ермітажу посіли зразки порцеляни Великої Британії. Історія британської порцеляни мала низку особливостей і відмінностей від порцеляни з континенту. Ці відмінності і національні особливості і репрезентують зразки заводів Великої Британії, що створені на мануфактурах в Дербі, Бау, Челсі, Вустері тощо. Головне місце в колекціях британської порцеляни посідають зразки порцеляни Веджвуд — посуд і вази з яшмової, агатової, базальтової та черепахової кам'яної мас та характерна для Веджвуду порцеляна біло-блакитних кольорів.

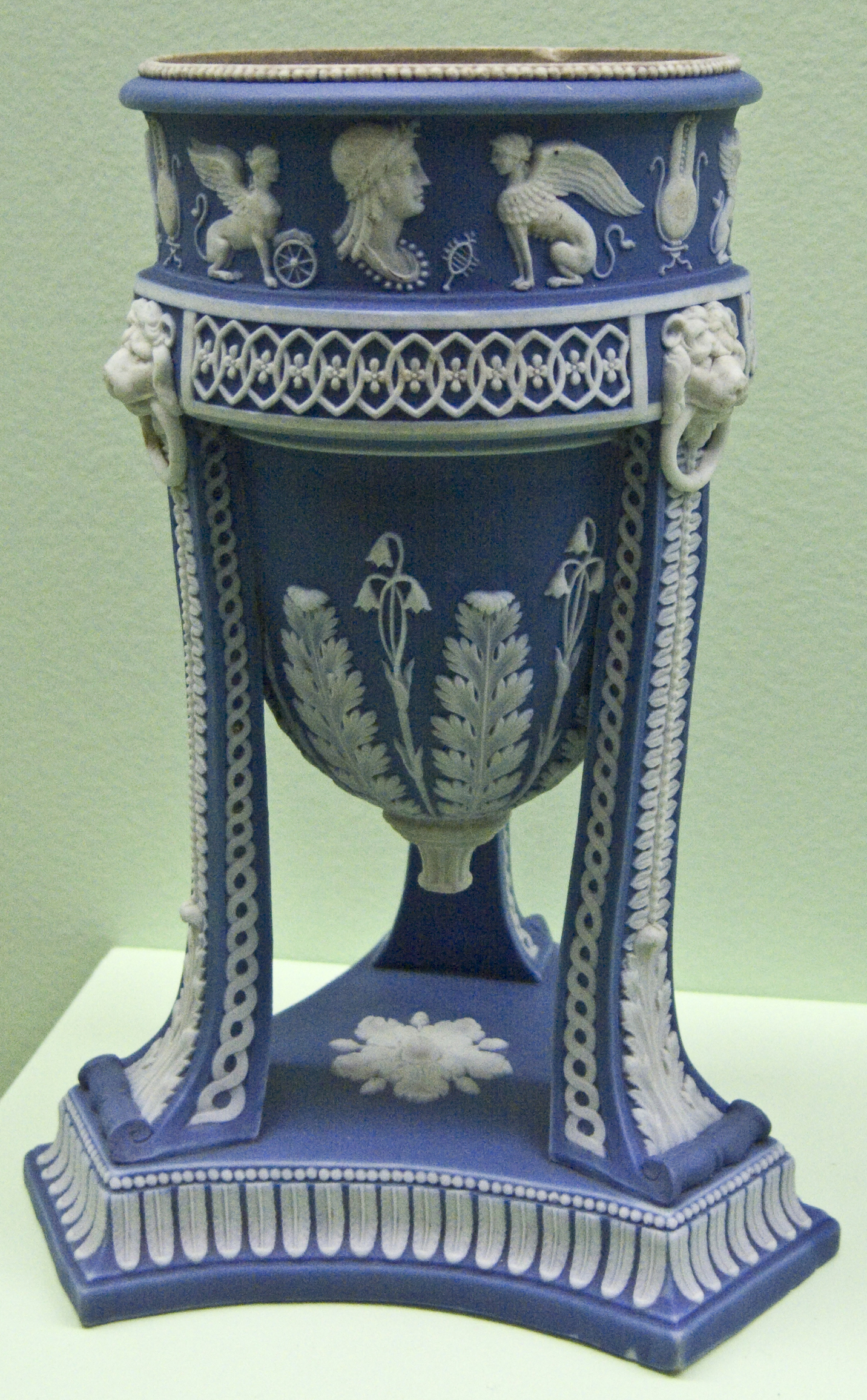
Ваза трипод, 1805 р.
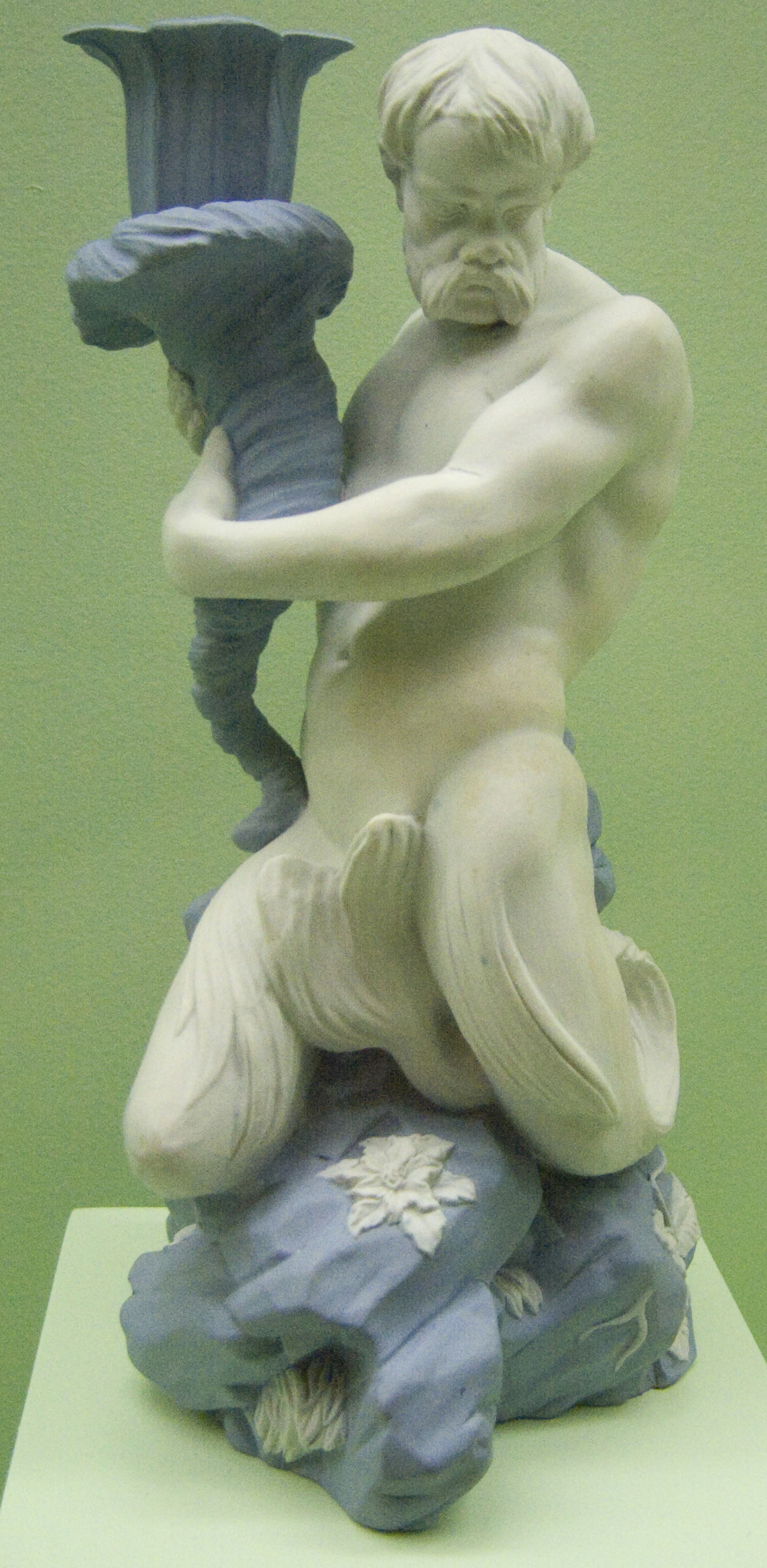
Свічник «Тритон», 1773 р.
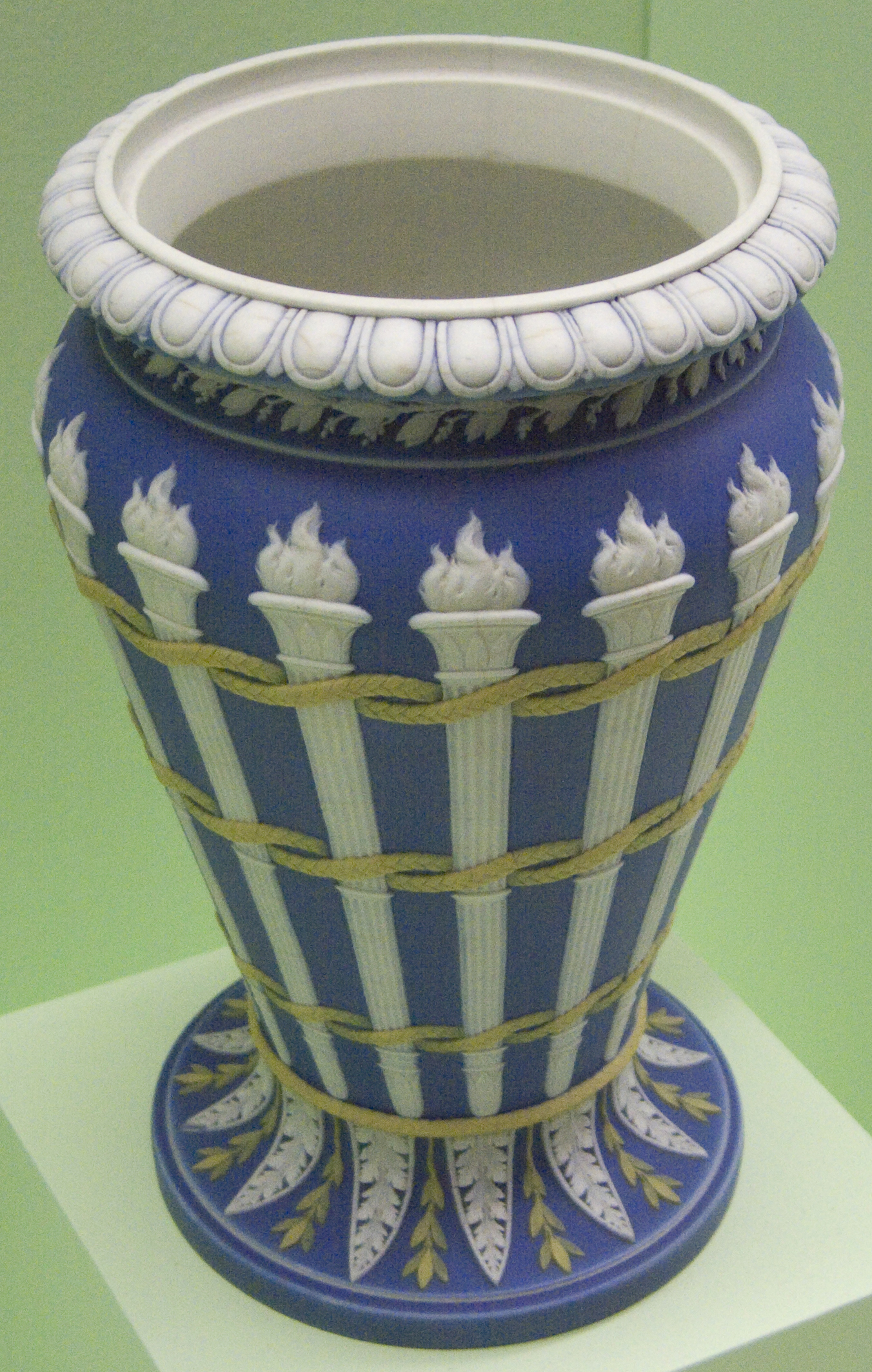
Ваза зі смолоскипами, 1795 р.
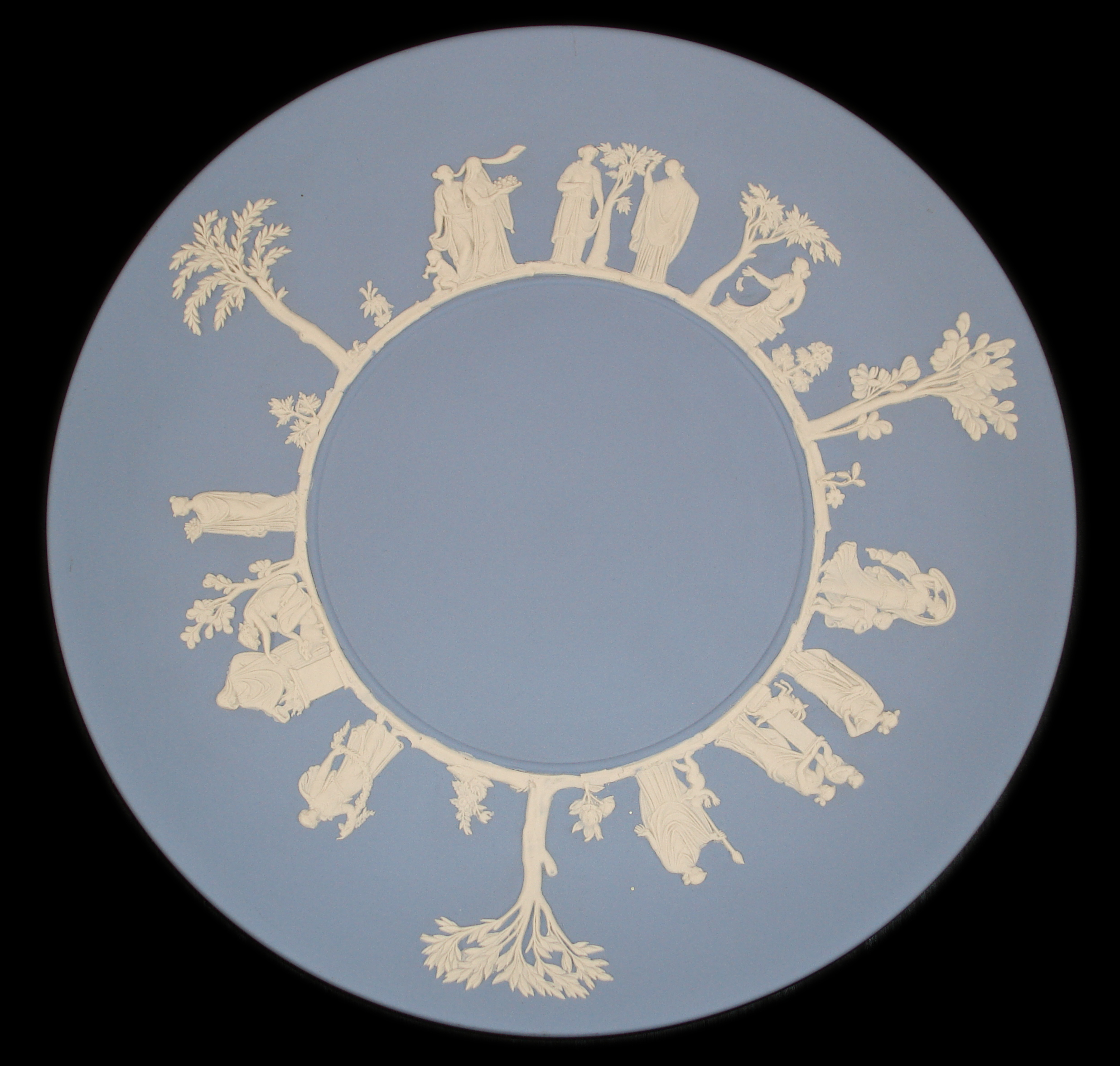